# Porta Ognissanti
La Porta Ognissanti (Omnium Sanctorum in latino, detta anche Portello Nuovo o Venezia, comunemente Porta Portello) è una delle porte tuttora esistenti nell'ambito delle mura cinquecentesche di Padova, realizzate dalla Repubblica Serenissima.

## Storia e descrizione
Sorge nella zona della città chiamata Portello (ossia "piccolo porto", perché detta zona ospitava una sorta di arrivo - restaurato - per le imbarcazioni che collegavano lungo la Riviera del Brenta Padova con Venezia, ma è più probabile la recente ipotesi nel farla derivare al fatto che, precedentemente all'attuale porta, c'era un "Portello" (semplice porta pedonale o quasi).
La porta risale al 1519, anno in cui prese il posto della porta Portello Vecchio, situabile nell'odierna via San Massimo.
Presenta caratteristiche piuttosto diverse rispetto alle altre porte di Padova del medesimo periodo. Nella facciata che guarda all'esterno della città, è adornata da candida pietra d'Istria, con quattro coppie di colonne a loro volta sormontate da un architrave abbellito da quattro palle di cannone  in trachite. A fianco alla base dell'antistante ponte sul canale Piovego a tre arcate, due leoni in pietra bianca montano perennemente di guardia.
Nel complesso si tratta di un edificio che dissimula assai bene la sua natura di presidio tattico (in effetti, l'unico elemento funzionalmente collegabile alla guerra è rinvenibile in un paio di "cannoniere" che sfiorano l'acqua). Rimangono leggibili talune lapidi che commemorano le antiche origini della città, elogiandone al contempo il buon governo. Dal 1535 un orologio svetta da una sorta di torrino (vagamente simile a quello del Quirinale), realizzato in pietra di Nanto, costituente la sommità dell'intera costruzione.
Nella parte interna della porta, sono ravvisabili tracce di affreschi.

### Bassorilievo del Leone di San Marco
Il Portello presentava il bassorilievo di un leone marciano, tipico di queste porte. Staccato dai soldati francesi dopo la caduta di Venezia del 1797, fu gettato nell'adiacente canale. Ripescato, fu messo all'asta e acquistato dalle Assicurazioni Generali che nel frattempo lo avevano adottato come simbolo aziendale. Ora è incassato nella facciata del palazzo delle Generali a Roma, di fronte a Palazzo Venezia.

## Galleria d'immagini

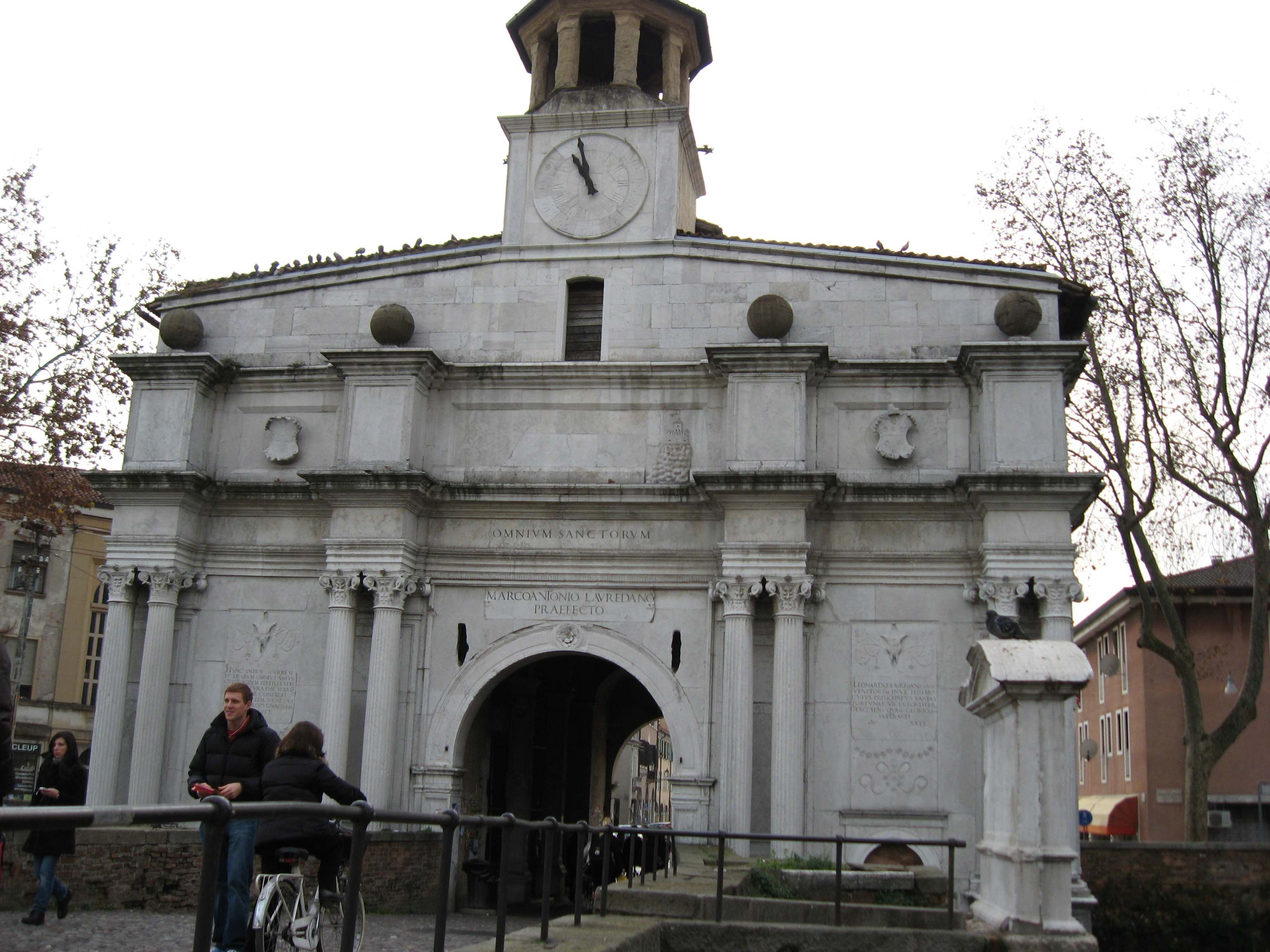
Veduta da nord
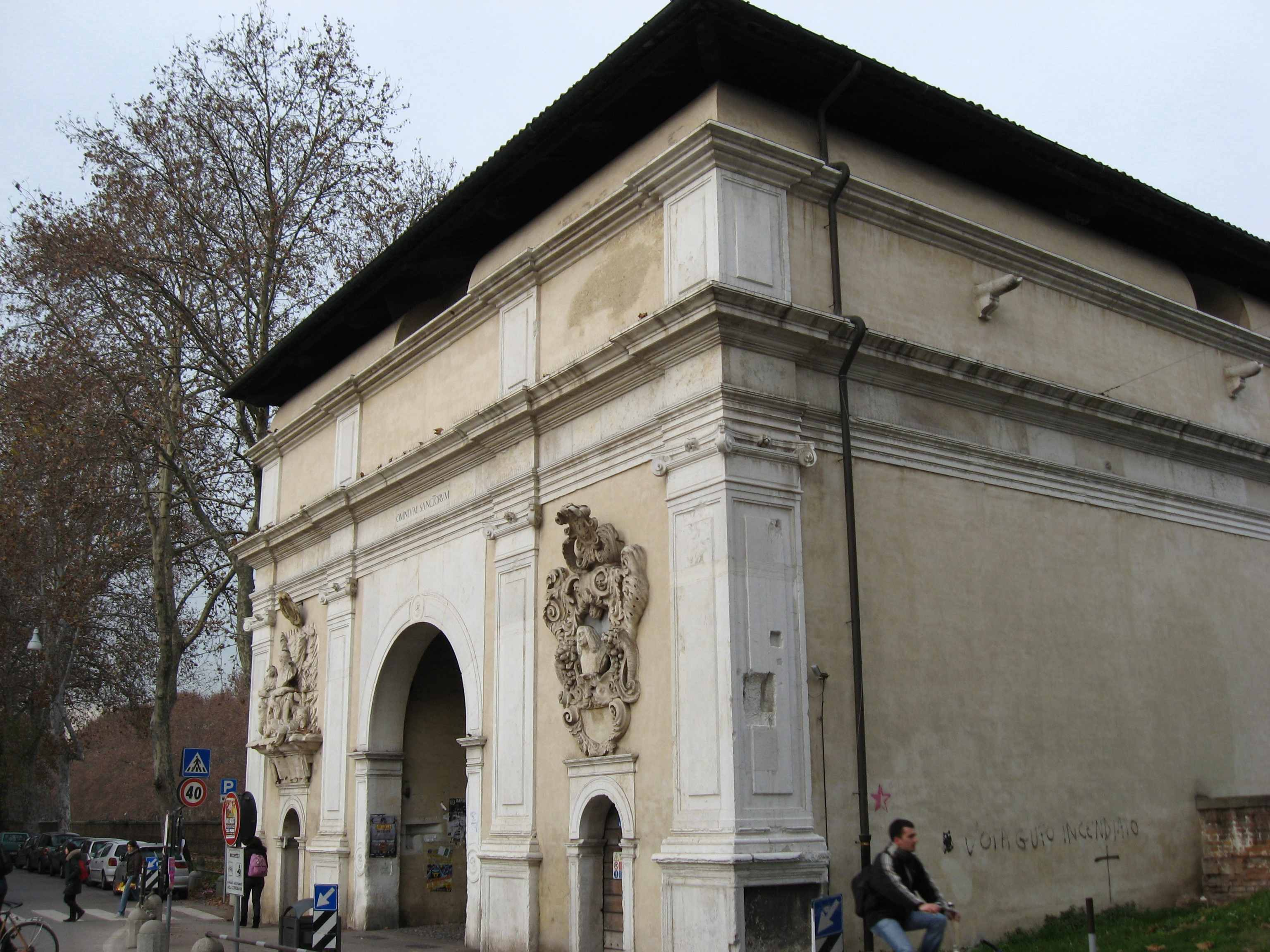
Veduta da sud-est
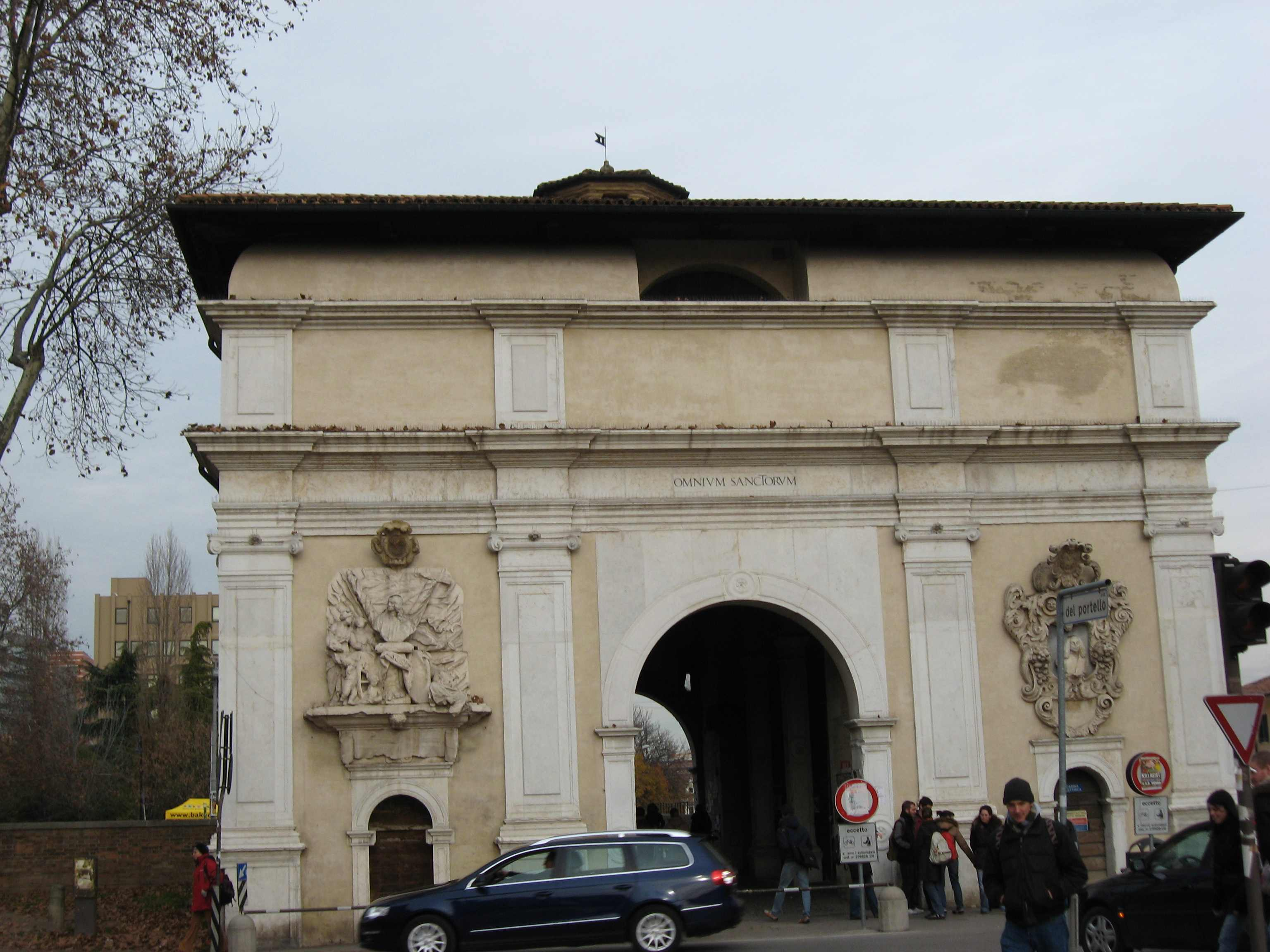
Veduta da sud
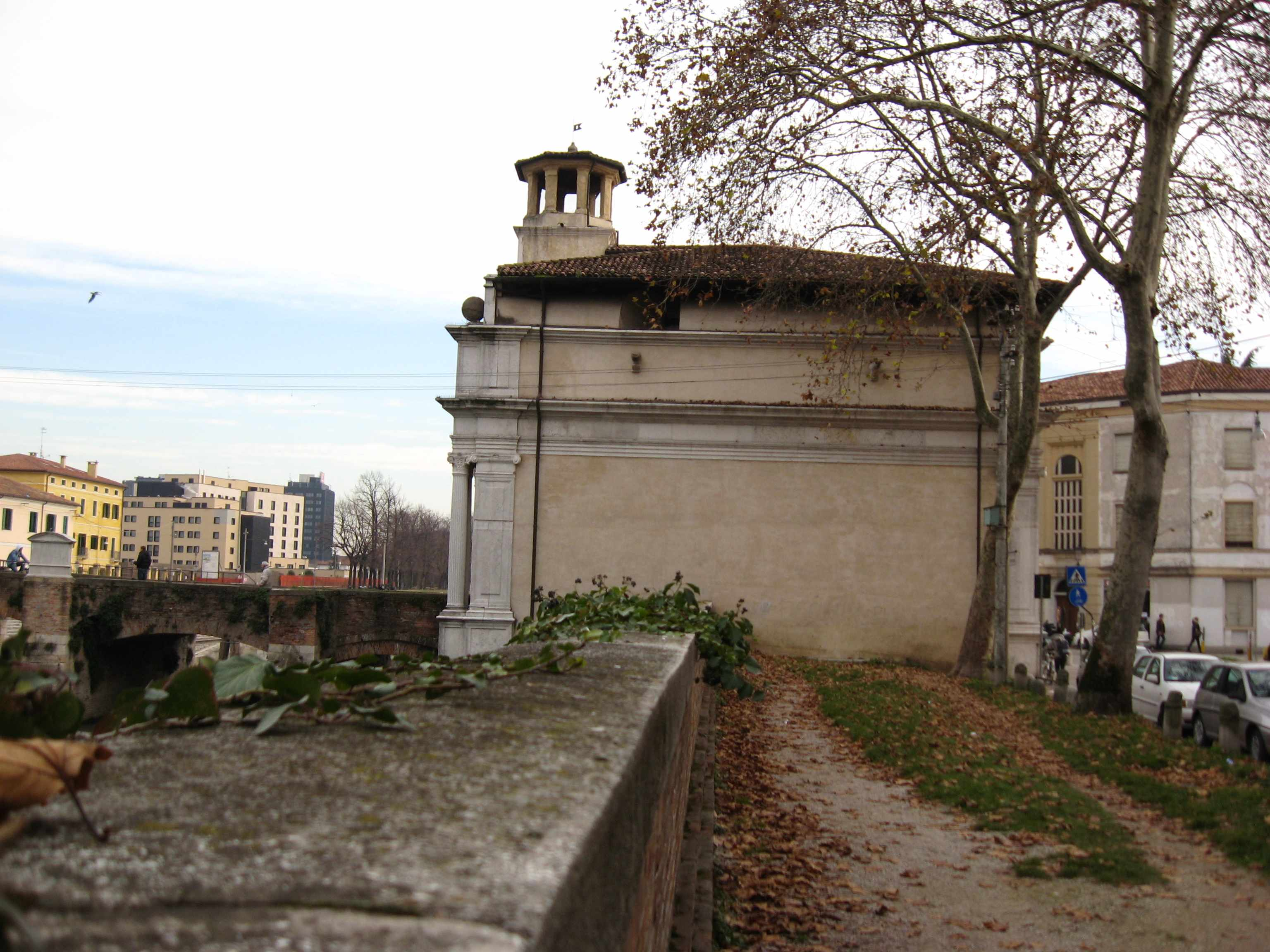
Veduta da ovest
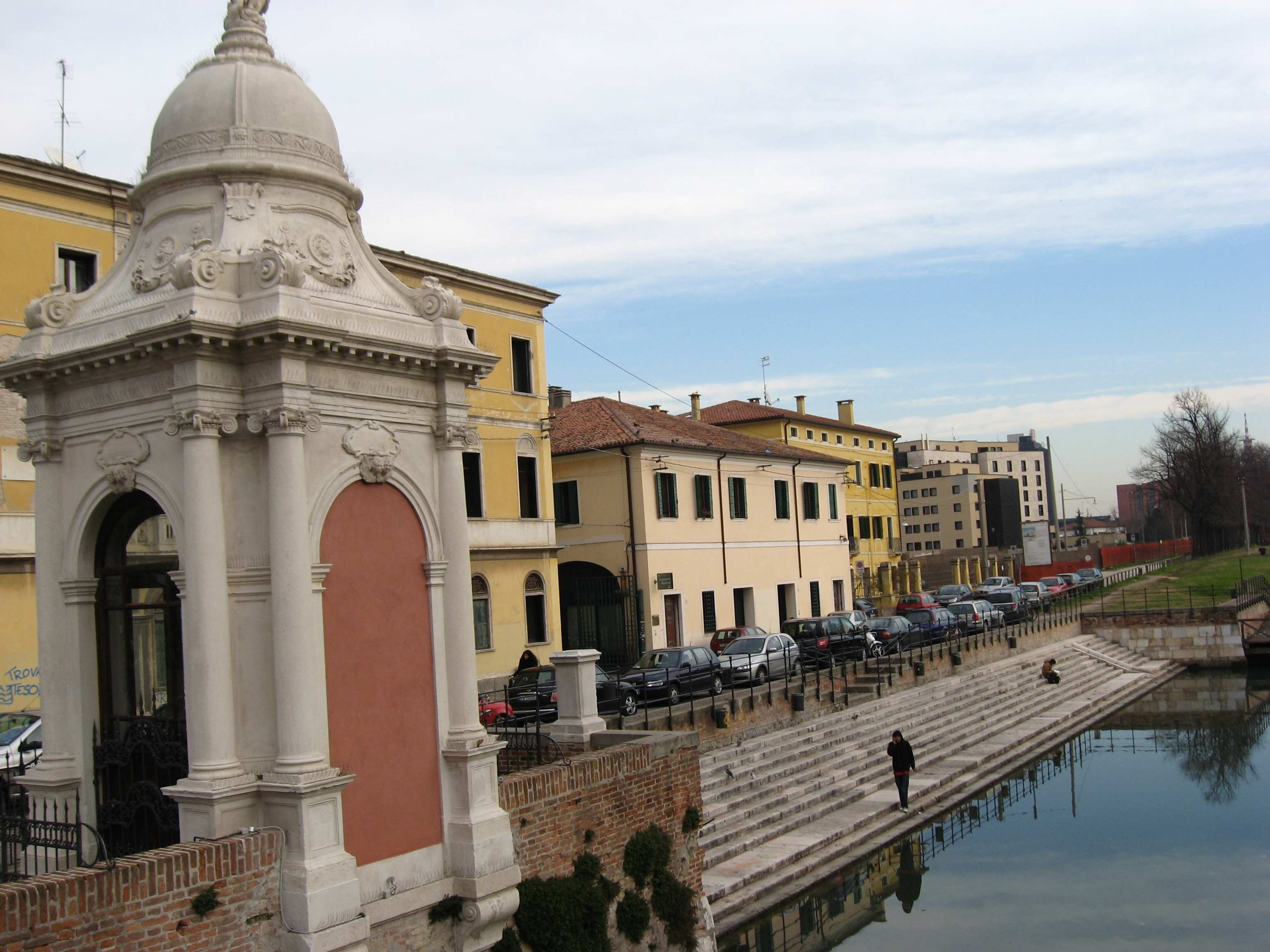
Le Scalette del Portello viste da Porta Ognissanti
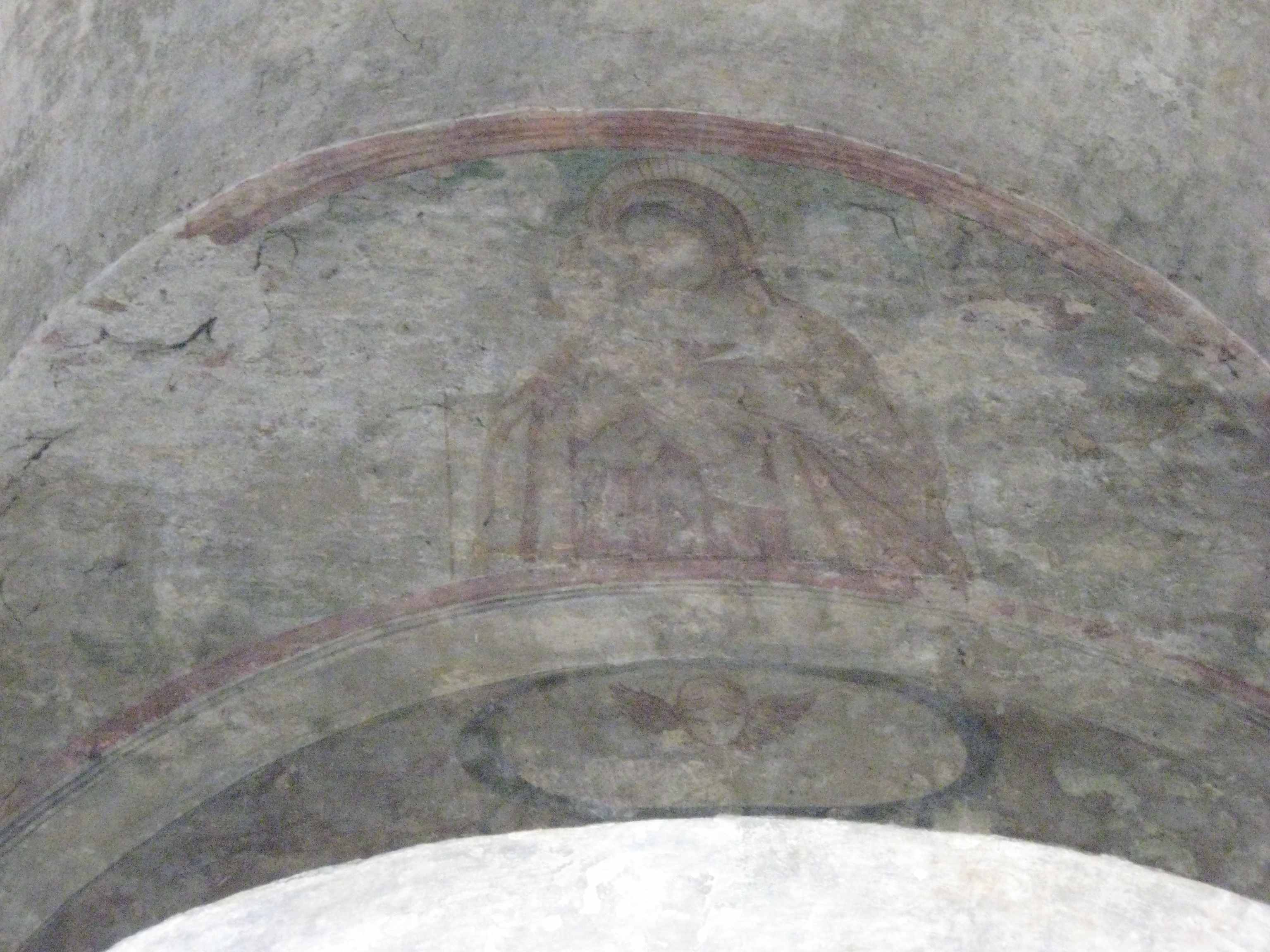
Particolare degli affreschi interni alla Porta
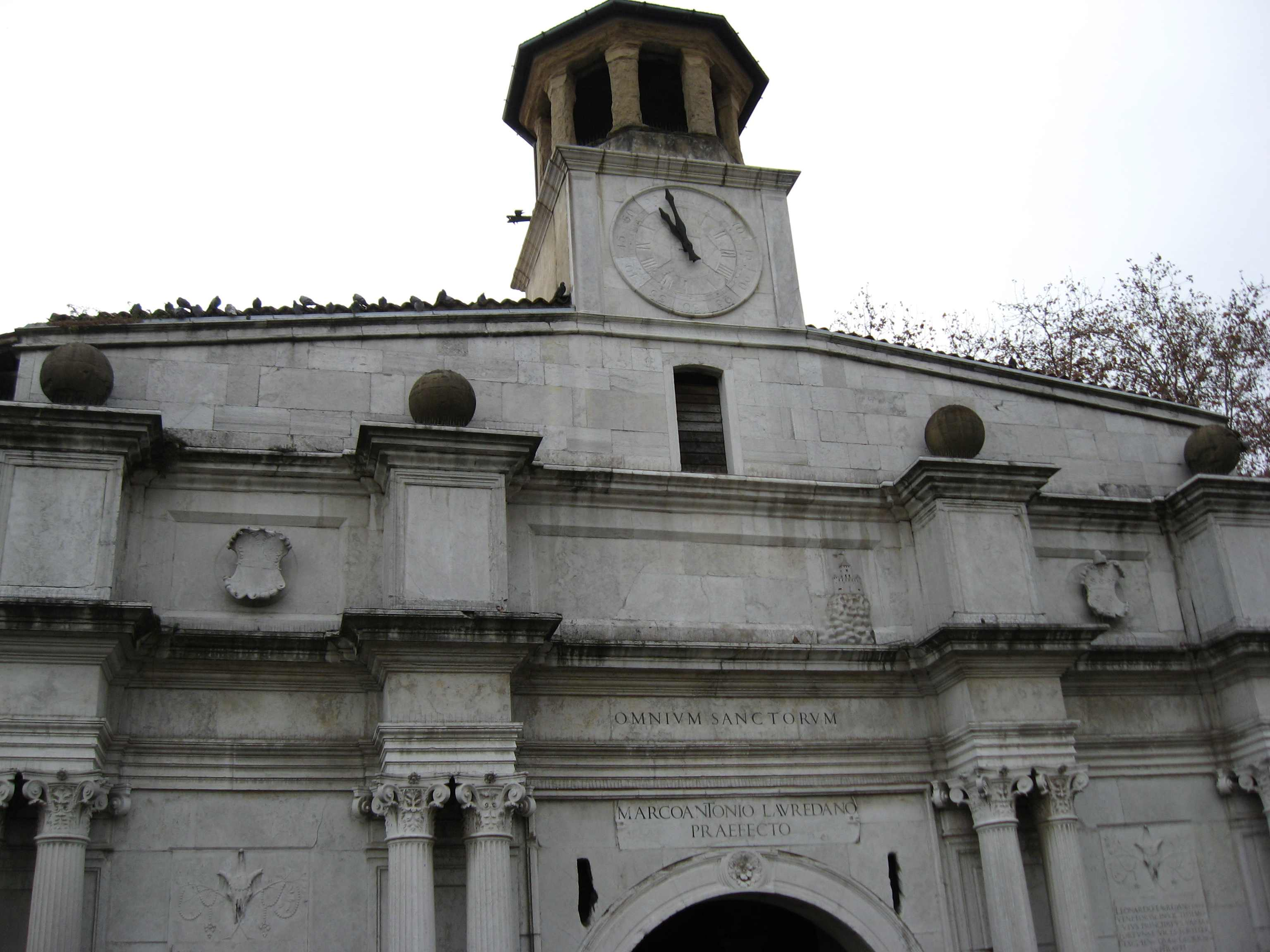
Particolare della veduta da nord
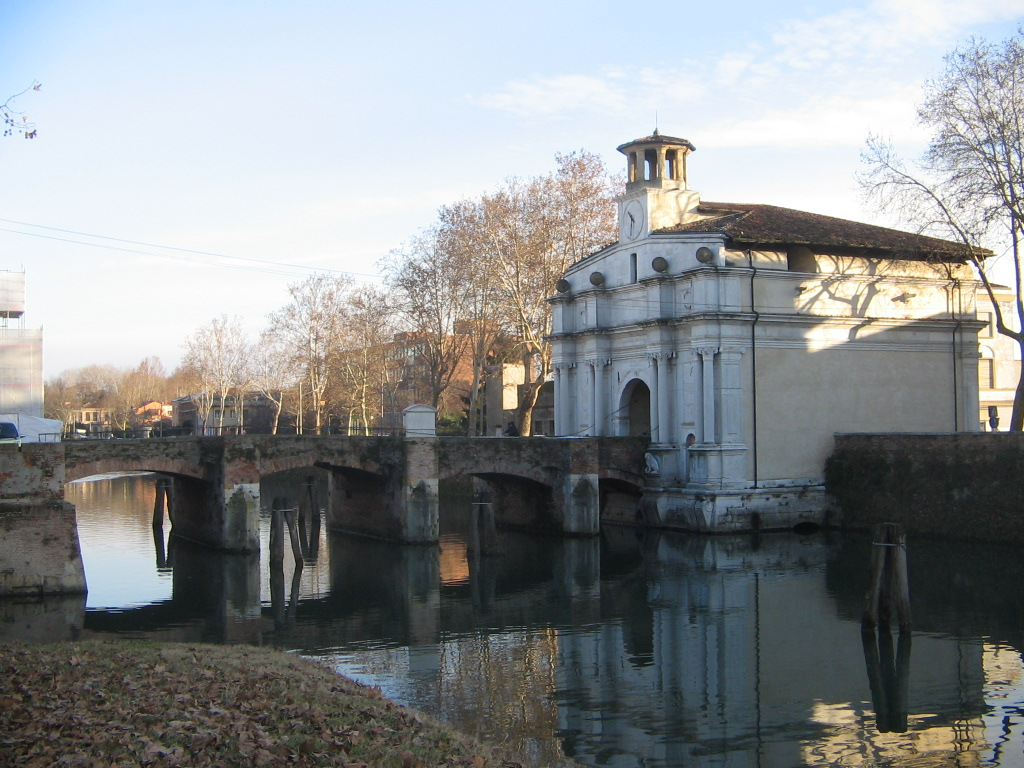
Il canale Piovego e porta Portello.